# AFC Futsal Championship 2014
Il tredicesimo Asian Futsal Championship si è disputato dal 30 aprile al 10 maggio 2014 a Ho Chi Minh, in Vietnam. Il Giappone ha vinto il titolo per la terza volta, la seconda consecutiva.

## Squadre qualificate
| Nazionale     | Qualificazione ottenuta da                     | Data di qualificazione | Partecipazioni alla fase finale |
| ------------- | ---------------------------------------------- | ---------------------- | ------------------------------- |
| Giappone      | Vincitore dell'AFC Futsal Championship 2012    | 30 maggio 2012         | 13                              |
| Thailandia    | Secondo posto all'AFC Futsal Championship 2012 | 30 maggio 2012         | 13                              |
| Iran          | Terzo posto all'AFC Futsal Championship 2012   | 1º giugno 2012         | 13                              |
| Vietnam       | Paese organizzatore                            | 31 agosto 2013         | 3                               |
| Cina          | Vincitrice della Zona Est                      | 6 ottobre 2013         | 10                              |
| Taipei cinese | Secondo posto nella Zona Est                   | 6 ottobre 2013         | 10                              |
| Corea del Sud | Terzo posto nella Zona Est                     | 7 ottobre 2013         | 12                              |
| Indonesia     | Quarto posto nella Zona ASEAN                  | 22 ottobre 2013        | 9                               |
| Australia     | Secondo posto nella Zona ASEAN                 | 22 ottobre 2013        | 6                               |
| Malaysia      | Quinto posto nella Zona ASEAN                  | 23 ottobre 2013        | 10                              |
| Uzbekistan    | Vincitore della Zona Centro e Sud              | 6 novembre 2013        | 13                              |
| Tagikistan    | Secondo posto nella Zona Centro e Sud          | 7 novembre 2013        | 8                               |
| Kirghizistan  | Terzo posto nella Zona Centro e Sud            | 7 novembre 2013        | 13                              |
| Libano        | Vincitore della Zona Ovest                     | 11 dicembre 2013       | 9                               |
| Kuwait        | Secondo posto nella Zona Ovest                 | 11 dicembre 2013       | 11                              |
| Iraq          | Terzo posto nella Zona Ovest                   | 12 dicembre 2013       | 9                               |

## Sorteggio
| Urna 1                           | Urna 2                               | Urna 3                                   | Urna 4                                |
| -------------------------------- | ------------------------------------ | ---------------------------------------- | ------------------------------------- |
| Vietnam Giappone Thailandia Iran | Australia Kuwait Kirghizistan Libano | Uzbekistan Cina Tagikistan Taipei cinese | Indonesia Corea del Sud Iraq Malaysia |

## Fase a gironi

### Gruppo A
| Squadra    | Pti | G | V | N | P | GF | GS | DR  |
| ---------- | --- | - | - | - | - | -- | -- | --- |
| Kuwait     | 6   | 3 | 2 | 0 | 1 | 11 | 5  | +6  |
| Vietnam    | 6   | 3 | 2 | 0 | 1 | 13 | 7  | +6  |
| Iraq       | 6   | 3 | 2 | 0 | 1 | 11 | 7  | +4  |
| Tagikistan | 0   | 3 | 0 | 0 | 3 | 5  | 21 | -16 |

| Arbitro: | Zhang Youze |

|                                       |           |  |
| Hamad 3’, 22’ Al-Tawail 13’, 38’, 39’ | Marcatori |  |

| Arbitro: | Nurdin Bukuev |

|                       |           |                    |
| Al-Zubaidi 25’ (aut.) | Marcatori | 22’ Abed 40’ Fahem |

| Arbitro: | Fernando Lumbreras |

|                                    |           |                                                  |
| Hwede 18’ Fahem 34’ Al-Thabeti 35’ | Marcatori | 2’ Ahmad 16’, 29’, 30’ Al-Tawail 25’ Al-Mosabehi |

| Arbitro: | Helday Idang |

|                                          |           | |
| Maxmudov 11’, 28’ Mamedbabaev 17’ Jumaev | Marcatori | 10’ Trần Văn Vũ 12’, 27’ Phùng Trọng Luân 13’, 27’ Ngô Ngọc Sơn 15’ Lê Quốc Nam 16’ Phạm Đức Hòa 25’, 33’ Nguyễn Bảo Quân 37’ Lý Khánh Hưng |

| Arbitro: | Nurdin Bukuev |

|                                       |           |                 |
| Ahmad 18’ (aut.) Phùng Trọng Luân 24’ | Marcatori | 40’ Al-Mosabehi |

| Arbitro: | Tomohiro Kozaki |

|              |           |                                                        |
| Maxmudov 13’ | Marcatori | 1’, 24’ Hamzah 15’, 28’ Hasan 27’ Fahem 35’ Al-Thabeti |

### Gruppo B
| Squadra   | Pti | G | V | N | P | GF | GS | DR  |
| --------- | --- | - | - | - | - | -- | -- | --- |
| Iran      | 9   | 3 | 3 | 0 | 0 | 25 | 2  | +23 |
| Australia | 6   | 3 | 2 | 0 | 1 | 8  | 9  | -1  |
| Indonesia | 3   | 3 | 1 | 0 | 2 | 5  | 13 | -8  |
| Cina      | 0   | 3 | 0 | 0 | 3 | 4  | 18 | -14 |

| Arbitro: | Tomohiro Kozaki |

|                                                         |           |               |
| Tayebi 8’ Tavakoli 17’, 17’ Hassanzadeh 18’ Shafiei 38’ | Marcatori | 30’ Kustiawan |

| Arbitro: | Mohamad Chami |

|               |           |              |
| Seeto 6’, 39’ | Marcatori | 3’ Zhang Wen |

| Arbitro: | Hiroyuki Kobayashi |

|  |           |                                                              |
|  | Marcatori | 14’ Wade 20’ Fernando 38’ G. Giovenali 39’ Seeto 40’ Fogarty |

| Arbitro: | Shuhrat Pulatov |

|  |           | |
|  | Marcatori | 1’, 12’, 27’, 35’ Tayebi 1’, 2’, 25’ Hassanzadeh 5’ Tavakoli 10’, 28’ Shafiei 24’ Fakhim 40’ Ahmadi |

| Arbitro: | Saša Tomić |

|                                                                            |           |            |
| Tayebi 2’, 10’, 11’ Taheri 10’, 29’ Vafaei 15’ Shafiei 17’ Esmaeilpour 28’ | Marcatori | 7’ Fogarty |

| Arbitro: | Mohamad Chami |

|                                                  |           |                                       |
| Zhao Liang 9’ Wang Tianyi 11’ Agustin 40’ (aut.) | Marcatori | 3’, 30’ Kustiawan 12’, 36’ Oktavianus |

### Gruppo C
| Squadra       | Pti | G | V | N | P | GF | GS | DR |
| ------------- | --- | - | - | - | - | -- | -- | -- |
| Thailandia    | 7   | 3 | 2 | 1 | 0 | 15 | 6  | +9 |
| Libano        | 4   | 3 | 1 | 1 | 1 | 12 | 13 | -1 |
| Taipei cinese | 3   | 3 | 1 | 0 | 2 | 10 | 15 | -5 |
| Malaysia      | 3   | 3 | 1 | 0 | 2 | 8  | 11 | -3 |

| Arbitro: | Vahid Arzpeyma Mohamareh |

|                                                                    |           |          |
| Jirawat 11’, 12’ Suphawut 26’, 29’, 36’ Wiwat 31’ Alwee 39’ (aut.) | Marcatori | 11’ Amir |

| Arbitro: | Chris Colley |

|                                                                          |           |                                                                            |
| Serhan 2’ Tneich 17’, 23’ Kobeissy 23’, 23’, 39’ El Dine 28’ Zeitoun 35’ | Marcatori | 9’ Chu Chia-Wei 11’ Liu Chi-Chao 18’, 19’ Huang Cheng-Tsung 27’ Lo Chih-En |

| Arbitro: | Husein Khalaileh |

|                                      |           |            |
| Akmar 1’, 23’ Nizam 5’, 11’ Aula 34’ | Marcatori | 16’ Tneich |

| Arbitro: | Hasan Mohammed Mousa Al-Gburi |

|                                      |           |                                                            |
| Lo Chih-An 24’ Huang Cheng-Tsung 33’ | Marcatori | 3’ Suphawut 4’ Jetsada 8’ Piyapat 24’ Kritsada 33’ Jirawat |

| Arbitro: | Zhang Youze |

|                                |           |                              |
| Kritsada 21’ Suphawut 33’, 40’ | Marcatori | 1’ Tneich 17’, 40’ Abou Zaid |

| Arbitro: | Chris Colley |

|                                                          |           |                    |
| Chang Hao-Wei 14’ Huang Cheng-Tsung 17’ Weng Wei-Pin 26’ | Marcatori | 20’ Amir 29’ Yatim |

### Gruppo D
| Squadra       | Pti | G | V | N | P | GF | GS | DR  |
| ------------- | --- | - | - | - | - | -- | -- | --- |
| Uzbekistan    | 7   | 3 | 2 | 1 | 0 | 7  | 3  | +4  |
| Giappone      | 6   | 3 | 2 | 0 | 1 | 17 | 2  | +15 |
| Kirghizistan  | 4   | 3 | 1 | 1 | 2 | 6  | 7  | -1  |
| Corea del Sud | 0   | 3 | 0 | 0 | 3 | 1  | 19 | -18 |

| Arbitro: | Saša Tomić |

| |           |  |
| Nibuya 3’, 35’ Osodo 6’, 20’, 31’ Nakamura 16’, 33’, 38’ Minamoto 29’ Uchimura 31’ Sato 36’ Morioka 39’ | Marcatori |  |

| Arbitro: | Scott Kidson |

|                          |           |                                       |
| Ryskulov 38’ Kanetov 39’ | Marcatori | 5’ (aut.) Tabaldiev 17’ Abdumavlyanov |

| Arbitro: | Mahmoud Reza Nasirloo |

|                    |           |                                              |
| Shin Jong-Hoon 32’ | Marcatori | 17’, 27’ Erkemov 37’ Duvanaev 40’ Kondratkov |

| Arbitro: | Trương Quốc Dụng |

|                        |           |              |
| Shlema 10’ Yunusov 40’ | Marcatori | 9’ Nishitani |

| Arbitro: | Scott Kidson |

|                                      |           |  |
| Minamoto 4’ Nibuya 9’ Osodo 17’, 35’ | Marcatori |  |

| Arbitro: | Vahid Arzpeyma Mohamareh |

|                                        |           |  |
| Tojiboev 16’ Choriev 34’ Rakhmatov 39’ | Marcatori |  |

## Fase a eliminazione diretta
|  | Quarti di finale | Quarti di finale |                |            | Semifinali                | Semifinali                |  |  | Finale    | Finale |
|  |                  |                  |                |            |                           |                           |  |  |           |        |
|  | 7 maggio         |                  |                |            |                           |                           |  |  |           |        |
|  |                  |                  |                |            |                           |                           |  |  |           |        |
|  | Kuwait           | 5                |                |            |                           |                           |  |  |           |        |
|  | Kuwait           | 5                | 8 maggio       |            |                           |                           |  |  |           |        |
|  | Australia        | 2                |                |            |                           |                           |  |  |           |        |
|  | Australia        | 2                | Kuwait         | 1          |                           |                           |  |  |           |        |
|  | 7 maggio         |                  | Kuwait         | 1          |                           |                           |  |  |           |        |
|  |                  | Giappone         | 6              |            |                           |                           |  |  |           |        |
|  | Thailandia       | Giappone         | 6              | 2          |                           |                           |  |  |           |        |
|  | Thailandia       |                  | 10 maggio      | 2          |                           |                           |  |  |           |        |
|  | Giappone         | 3                |                |            |                           |                           |  |  |           |        |
|  | Giappone         | 3                | Giappone (dtr) | 2 (3)      |                           |                           |  |  |           |        |
|  | 7 maggio         |                  | Giappone (dtr) | 2 (3)      |                           |                           |  |  |           |        |
|  |                  | Iran             | 2 (0)          |            |                           |                           |  |  |           |        |
|  | Iran             | Iran             | 2 (0)          | 15         |                           |                           |  |  |           |        |
|  | Iran             | 8 maggio         |                | 15         |                           |                           |  |  |           |        |
|  | Vietnam          | 4                |                |            |                           |                           |  |  |           |        |
|  | Vietnam          | 4                | Iran           | 10         | Finale per il terzo posto | Finale per il terzo posto |  |  |           |        |
|  | 7 maggio         |                  | Iran           | 10         | Finale per il terzo posto | Finale per il terzo posto |  |  |           |        |
|  |                  | Uzbekistan       | 0              |            |                           |                           |  |  |           |        |
|  | Uzbekistan       | Uzbekistan       | 0              | 6          | Kuwait                    | 1                         |  |  |           |        |
|  | Uzbekistan       |                  |                | 6          | Kuwait                    | 1                         |  |  |           |        |
|  | Libano           | 2                |                | Uzbekistan | 2                         |                           |  |  |           |        |
|  | Libano           | 2                |                |            | 2                         |                           |  |  |           |        |
|  |                  |                  |                |            |                           |                           |  |  | 10 maggio |        |
|  |                  |                  |                |            |                           |                           |  |  |           |        |

### Quarti di finale
| Arbitro: | Nurdin Bukuev |

|                                                   |           |                      |
| Hamad 21’, 32’ Al-Tawail 29’ Abdulrahman 32’, 34’ | Marcatori | 28’ Basger 32’ Seeto |

| Arbitro: | Mohamad Chami |

|                          |           |                                 |
| Suphawut 20’ Jirawat 25’ | Marcatori | 7’ Nibuya 14’ Osodo 36’ Morioka |

| Arbitro: | Chris Colley |

| |           |                                                                |
| Tayebi 2’, 10’, 24’ Fakhim 11’, 36’, 38’ Esmaeilpour 12’ Vafaei 17’, 36’ Hassanzadeh 25’, 26’, 28’ Shajari 29’, 32’ Jafari 30’ | Marcatori | 12’, 29’ Phùng Trọng Luân 22’ Lý Khánh Hưng 33’ Phạm Thành Đạt |

| Arbitro: | Hiroyuki Kobayashi |

|                                                                          |           |                      |
| Shlema 10’ Rakhmatov 25’, 32’ Tojiboev 26’ Yunusov 30’ Abdumavlyanov 30’ | Marcatori | 38’ Kheir 40’ Serhan |

### Semifinali
| Arbitro: | Fernando Lumbreras |

|              |           |                                                     |
| Mohammad 15’ | Marcatori | 5’, 22’ Inaba 21’ Minamoto 24’, 27’ Osodo 29’ Hoshi |

| Arbitro: | Mohamad Chami |

|                                                                                               |           |  |
| Vafaei 1’ Tayebi 5’, 24’, 28’ Hassanzadeh 5’ Esmaeilpour 7’ Shafiei 10’, 23’, 31’ Shajari 30’ | Marcatori |  |

### Finale 3º posto
| Arbitro: | Scott Kidson |

|              |           |                                 |
| Al-Wahdi 35’ | Marcatori | 11’ Rakhmatov 34’ Abdumavlyanov |

### Finale
| Arbitro: | Nurdin Bukuev |

|                             |                      |                             |
| Inaba 26’ Ahmadi 46’ (aut.) | Marcatori            | 11’ Tavakoli 43’ Tayebi     |
| Nibuya Yoshikawa Minamoto   | Tiri di rigore 3 – 0 | Taheri Bahadori Hassanzadeh |

## Premi
| Campioni AFC Futsal Championship 2014 |
| ------------------------------------- |
| Giappone 3º titolo                    |

- Miglior giocatore
  -  Ali Hassanzadeh
- Capocannoniere
  -  Hossein Tayebi (15 gol)